# Raqqada
Raqqada (àrab: رقّادة, Raqqāda) és un jaciment arqueològic de Tunísia, situat 9 km al sud del centre de Kairuan, de la que avui dia constitueix un barri.

## Història
Raqqada fou la capital dels aglàbides, fundada el 876 per Ibrahim II, el seu setè emir; fins llavors la capital era Abbasiyya. Segons la tradició, l'emir, afectat d'insomni, va anar de passeig per consell d'Ishaq ibn Sulayman, i en un lloc es va aturar i es va quedar adormit; així que va decidir construir allí un palau que va batejar com Raqqada, ‘l'Adormida’; una altra tradició diu que el nom se li va donar per una matança dels wardfajuma a mans del cap ibadita Abu-l-Khattab el 758, quan els morts van ser posats estesos a terra com si dormissin.
L'emir es va instal·lar a Raqqada al mateix any 876, a un castell anomenat Qasr al-Fat·h (‘Castell de la Victòria’).
Va romandre capital de la dinastia excepte per breus estades de temporada a Tunis. A l'entorn del palau va sorgir una veritable ciutat; altres fortaleses foren Qasr al-Bahr (‘Castell del Llac’), Qasr as-Sahn (‘Castell de la Cort’), Qasr al-Mukhtar (‘Castell de l'Escollit’) i Qasr Baghdad; també es va construir una gran mesquita, banys, una estació de caravanes i un basar o mercat. Al -Bakrí li atribueix un perímetre de més de 10 km, però an-Nuwayrí només li n'atribueix 6. El primer diu que la major part de la ciutat eren jardins. La ciutat es va rodejar d'un mur de rajoles, que fou restaurat sota el darrer aglàbida per intentar una resistència final.
La vila gaudia de certes llibertats que no s'hagueren pogut fer a Kairuan com la venda del nabidh, una beguda estimulant, que a Kairuan estava prohibida però permesa a Raqqada.
El darrer emir Ziyàdat-Al·lah III va fugir de Raqqada quan els xïites fatimites s'hi van acostar. El victoriós Abu-Abd-Al·lah es va instal·lar a Qasr as-Sahn i posteriorment el mahdí fatimita, Ubayd-Al·lah, també s'hi va instal·lar fins vers el 920 en què va traslladar-se a Mahdia. Una vegada va deixar de ser capital, la ciutat es va despoblar i al cap d'uns anys ja estava en ruïnes. El 953 el fatimita al-Muïzz la va fer arrasar per aprofitar els materials, i només es van deixar els jardins.

## Jaciment
Les restes que es conserven són una cisterna o bassa rectangular que probablement constituïa l'antic bahr (‘llac’) que donava nom a un dels castells. Al mig tenia un pavelló de quatre plantes del qual no en queda res. A la part occidental queden restes d'un edifici que probablement es reflectia a l'aigua del llac, i del que es distingeixen tres sales pavimentades, en l'estil àrab de l'època, proper a l'art cristià local.
L'Institut Nacional d'Arqueologia hi ha fet algunes excavacions després del 1962 i les troballes són al Museu Nacional d'Art Islàmic de Tunísia, creat no lluny del jaciment arqueològic el 1986, en el que fou anteriorment un palau presidencial. Aquest museu està especialitzat en art islàmic medieval i a part de les troballes in situ, té una bona col·lecció de manuscrits i de fragments de l'Alcorà, incloent el famós Alcorà blau escrit en lletres daurades; també hi ha un bon conjunt de ceràmica i vasos, bronzes i sobretot monedes representatives de diferents èpoques medievals.

## Raqqada moderna
Actualment Raqqada dona nom a un sector o imada, amb codi geogràfic 41 52 55 (ISO 3166-2:TN-12), de la delegació o mutamadiyya de Kairuan Sud (41 52).